# Облога Озерища (1564)
Облога фортеці Озерище (Єзерище) — епізод Лівонської війни, в ході якого московське військо з другої спроби взяло стратегічно важливу прикордонну литовську фортецю Озерище.

## Події напередодні облоги
Після того, як Московське царство розгромило Лівонію, її магістр Готтгард Кеттлер згідно з Віленською унією визнав себе васалом короля Сигізмунда II Августа й уклав з ним військово-політичний союз. Між Великим князівством Литовсько-Руським і Московією в 1563 році почалися військові дії, незабаром війська Івана Грозного, які виступили з Великих Лук, взяли Полоцьк. В «тилу», на схід від Полоцька залишалася прикордонна фортеця Озерище, в якій знаходився великий литовський гарнізон.

## Взяття фортеці Озерище
Фортеця була на березі однойменного озера, за 56 верст на північ від Вітебська. 22 липня до Озерища на човнах по річці підійшло 13-тисячне московське військо на чолі з невельськими воєводами Юрієм Токмаковим і Федором Чеглоковим. За даними літопису, військо складалося з кінноти та піхоти, однак мало лише легке обмундирування. Під час перших днів облоги зруйнувати стіни польовими гарматами не вдалося. Очікуючи підходу литовського війська з Вітебська, воєвода Токмаков наказав робити на дорогах засіки, однак вони не змогли перешкодити швидкій появі 12-тисячного литовського війська на чолі зі Станіславом Пацем.
Токмаков вирішив зняти облогу та відправити наряд по річці в Невель, кінноту ж і стрільців направив атакувати литовців. Московитам вдалося розбити передовий литовський загін і захопити в полон 50 ворожих воїнів. З основними силами Паца вони, однак, не вступили в бій і пішли, убивши полонених. Головна мета походу, якою було взяття стратегічно важливої фортеці, залишалася нездійсненою.
Литовський загін попрямував під Полоцьк, де приєднався до безрезультатної облоги міста на чолі з Григорієм Ходкевичем. А після його відходу до Озерища підійшов інший загін військ Московського царства, який очолював Василь Срібний-Оболенський, Симеон Касаєвич та Іван Пронський. Під час штурму був захоплений ротмістр Мартин Островецький, його полонив боярин Карп Жеребятичев. Загинуло багато шляхтичів і ратних людей, в тому числі ротмістри Держинський і Прогалинський. Повідомляється, що посад і фортеця Озерища вигоріли вщент, а з тих, хто в них замикався, ніхто не врятувався.

## Наслідки
Воєводою в Озерище був призначений Токмаков, а старостами до нього були надіслані Чеглоков і Карамишев. Вони негайно розпочали відновлення стратегічної фортеці. У подальші роки для закріплення завоювань в Литві за указом Івана Грозного було зведено цілий ряд нових фортець. Однак, в 1579 році Озерище і навколишні землі були знову завойовані польсько-литовськими військами на чолі зі Стефаном Баторієм.